# Tercera Catalana
La Tercera Catalana, llamada hasta la temporada 2010-2011 Segona Territorial (Segunda Territorial) o popularmente Segona Regional (Segunda Regional), es un torneo organizado cada año por la Federación Catalana de Fútbol, siendo la novena categoría a nivel nacional y la cuarta categoría a nivel autonómico. Está conformada por 17 grupos de 18 equipos cada uno. Territorialmente, los grupos se dividen de la siguiente manera:
- Grupo 1 - Tierras del Ebro
- Grupos 2 y 3 - Resto de la provincia de Tarragona
- Grupos 4, 5, 6, 7, 8, 9, 10, 11 y 12 - Provincia de Barcelona
- Grupos 13 y 14 - Provincia de Lérida
- Grupos 15, 16 y 17 - Provincia de Gerona

Eventualmente, si por razones de distancia o del sorteo de los grupos, un equipo de una determinada zona puede formar parte de un grupo diferente al que le pueda corresponder en algún momento.

## Clubes 2024-25
| Grupo 1                          | Grupo 2                                | Grupo 3                     | Grupo 4                                | Grupo 5                       |
| -------------------------------- | -------------------------------------- | --------------------------- | -------------------------------------- | ----------------------------- |
| C.D. Agullana                    | Arbúcies C.F.                          | C.F. Amer                   | C. Atlètic Balenyà                     | C.F. Bellavista Milán         |
| F.C. Bàscara                     | C.D. Blanes "B"                        | U.E. Campdevànol            | U.E. Cantonigròs                       | C.E. Bigues                   |
| F.C. Bellcaire 2012              | Esportiu Penya Bons Aires              | U.E. Camprodon              | U.E. Centelles                         | C.F. Caldes Montbui "B"       |
| Atlètic Bisbalenc                | U.E. Breda                             | U.E. Coma Cros              | C.F. Folgueroles                       | U.E. Canovelles               |
| C.F. Camallera                   | U.D. Cassà                             | A.E. Cornellà Terri         | C.F. Olímpic La Garriga                | F.C. Cardedeu "B"             |
| C.E. Empuriabrava Castelló       | Cellera C.F.                           | E.F. Garrotxa               | U.E. Gurb                              | C.E. Llerona                  |
| F.C. L'Escala "B"                | C.E. Cristinenc                        | P.E. Montagut               | C.E. Moià                              | C.E. Lliçà d'Amunt            |
| C.F. Esplais                     | U.E. Fornells "B"                      | C.F. Les Preses             | F.C. Pradenc                           | C.E. Llinars                  |
| C.E. Llançà                      | Atlètic C. Hostalric                   | C.F. Base Roses "B"         | C.E. Sant Hilari-Fontvella             | C.F. Mollet U.E. "B"          |
| U.E. Marca de l'Ham              | C.F. Lloret "B"                        | A.E. Sant Gregori           | C.F. Sant Julià de Vilatorta           | C.F. Montmeló U.E.            |
| A.E. Monells                     | C.D. Palafolls                         | F.C. Sant Privat d'en Bas   | U.E. Sant Quirze Besora                | C.D. Montornés Norte          |
| C.E. Portbou                     | La Punxa C.F.                          | C.P. Santjoanenc            | J.E. Santa Eugènia                     | F.C. Sant Celoni              |
| A.E. Roses "B"                   | C.F. Sant Feliu de Guíxols             | F.C. Sarrià de Ter          | U.E. Tona "B"                          | C.F. Sant Feliu de Codines    |
| C.F. Base Roses                  | C.F. Sils-La Selva                     | C.F. Serinyà                | C.F. Torelló "B"                       | U.C.F. Santa Perpetua         |
| Roses City F.C.                  | C.F. Tordera                           | F.C. Vilablareix "B"        | O.A.R. Vic C.F.                        | C.F. Vilamajor                |
| F.C. Sant Pere Pescador          | F.C. Vilobí                            | Base Vilobi 2015 C.F.       | C.F. Voltregà                          | C.F. Vilanova del Vallès      |
| Grupo 6                          | Grupo 7                                | Grupo 8                     | Grupo 9                                | Grupo 10                      |
| C.F. Arenys de Mar               | C.D. Badía del Vallés                  | F.C. Artés                  | A.E. Young Talent Badalona Sud         | Alzamora C.F.                 |
| C.F. Calella                     | C.E. Olímpic Can Fatjó                 | C.E. Avinyó                 | C.F. Besós Barón de Viver              | P.B. Anguera "B"              |
| A.D. La Llàntia                  | C.E. La Farga XXI                      | U.E. Balconada              | A.E. Bon Pastor                        | Inter Barcelona F.C.          |
| C.E. Llavaneres                  | C.F. Júnior                            | C.D. Can Parellada          | C.F. Bufalà                            | C.E. Canyelles "B"            |
| C.E. Malgrat                     | El Khar Eleven F.C.                    | U.D. Can Trias              | C.F. Callús                            | C.D. Cerro                    |
| C. Atlètic Masnou                | C.E. Llorençà F.C.                     | C.E. Castellbell i Vilar    | C.F. Chacarita                         | L'Esquerra de l'Eixample F.C. |
| U.D. Mataronesa                  | C.F. Maurina Egara                     | F.C. Fruitosenc             | C.D. Juvesport                         | La Florida C.F. "B"           |
| U.D. Molinos                     | C.D. Montcada "B"                      | F.C. Joanenc "B"            | U.D. Montbau                           | E.E. Guineueta C.F. "B"       |
| F.E. Montgat                     | U.E. Planadeu-Roureda                  | C.S. Juan XXIII             | U.D. Montsant de la Peira              | C.E. Olympia-Viaró            |
| C.F. Sant Cebrià 2021            | P.B. Ramon Llorens                     | C.E. Navàs "B"              | F.C. Deportivo Paraguay                | U.D. Pastrana                 |
| Atlètic C. Sant Pol              | A.D. E.F.B. Ripollet                   | F.C. Pirinaica "B"          | C.E. Premià "B"                        | C. Atlètic Poble Nou          |
| C.F. Santvicentí                 | C.F. La Romànica                       | C.E. Sallent                | C.D. Premiá de Dalt                    | C.E. La Salle Bonanova        |
| Sinera United F.C.A.             | C.E. Sallent "B"                       | U.E. Sant Pau Manresa       | U.E. San Juan Atlético de Montcada "B" | C.D. Sant Genís-Penitentes    |
| C.C.E. Tiana                     | U.D. San Lorenzo                       | C.E. Súria                  | San Lorenzo Catalunya                  | U.E. Sants "B"                |
| C.E. Vilassar de Dalt            | Escola Pia Terrassa                    | Fundació Terrassa F.C. 1906 | Sant Adrià C.F.                        | C.P. Sarrià "B"               |
| U.E. Vilassar de Mar "B"         | A.F. Veterans Catalunya                | E.F. Viladecavalls          | C.D. Sant Genís-Penitentes "B"         | Valldoreix F.C. "B"           |
| Grupo 11                         | Grupo 12                               | Grupo 13                    | Grupo 14                               | Grupo 15                      |
| A.C.S. Albirrojita de Catalunya  | A.E. Abrera                            | C.F. Begues                 | S.E. AEM                               | C.F. Angulària d'Anglesola    |
| F.C. Can Buxeres                 | U.E. Castelldefels "B"                 | C.F. Can Cartró             | C.F. Albagés                           | C.F. Bellcairenc              |
| E.J. Can Pi                      | C.D. Cervelló                          | C.E. Olímpic Can Fatjó "B"  | F.C. Alcarràs "B"                      | C.F. Bellpuig                 |
| C.F. Can Vidalet "B"             | C.F. Corbera                           | A.E. C.F. Canyelles         | A.E. Alcoletge                         | C.D. Cervera "B"              |
| C.F.A. Espluguenc "B"            | C.F.A. Espluguenc                      | C.F. Capellades             | C. Atlètic Alpicat B                   | C.F. Coll de Nargó            |
| La Florida C.F.                  | C.D. Fontsanta-Fatjó                   | C.F.B. Espirall-Les Clotes  | C.F. Arbeca                            | C.E. La Fuliola               |
| Atlético C. Hospitalense         | C.P.U.D. Málaga                        | F.C. Hortonenc              | C.F. Borges Blanques "B"               | C.D. Oliana                   |
| C. Atlético Iberia               | U.D. Marianao Poblet "B"               | F.C. Masquefa               | A.E. CRAP-Gimenells                    | C.F. Organyà                  |
| F.C. Levante Las Planas Badalona | C.F. Molins de Rei                     | A.E. Moja                   | A.E. Golmés                            | C.F. Pardinyes "B"            |
| C.E. La Llagosta                 | C.F. Olesa de Montserrat               | C.E. Olivella               | C.F. Miralcamp                         | C.F. Pobla de Segur           |
| U.D. Sector Montserratina B      | C.F. Sant Andreu de la Barca Agrupació | C.D. Ribes                  | C.F. Pardinyes                         | C.F. Ponts                    |
| Sant Ignasi Esportiu             | P.R. Sant Feliu Llobregat              | C.E. Riudebitlles           | F.C. Pinyana 2021                      | A.D. Térmens                  |
| Atlètic Sant Just F.C. B         | A.F. Sant Vicenç dels Horts 2014 "B"   | F.C. Sant Esteve Sesrovires | C.F. Puigvertenc                       | C.F. Torà                     |
| C.B. Terlenka "B"                | P.B. Sant Vicenç Horts                 | C.F.P. Sant Pere Molanta    | C.F. Soses                             | C.F. Vallfogona de Balaguer   |
| Valldoreix F.C.                  | F.C. Santboià "B"                      | U.E. Sitges "B"             | C. Atlètic Torregrossa                 | Verdú-Cercavins C.F.          |
| U.D. Viladecans "B"              | C.F. Vallirana                         | C.E. Torrellenc             | C.F. Vilanova de la Barca              | U.E. Vilanova de l'Aguda      |
| Grupo 16                         | Grupo 17                               | Grupo 18                    |                                        |                               |
| C.E. Alcover                     | C.E. Unió Astorga                      | C.D. Alcanar                |                                        |                               |
| C.E. Altafulla                   | Racing C.F. Bonavista                  | S.C.E.R. L'Ametlla de Mar   |                                        |                               |
| C.F. Calafell                    | Cambrils U.C.F. B                      | C.F. Ampolla                |                                        |                               |
| U.E. Creixell                    | Atlètic Camp Clar                      | C.F. Amposta "B"            |                                        |                               |
| C.F. Llorenç                     | C.E. Constantí                         | C.F. Camarles "B"           |                                        |                               |
| C.F. Montblanc                   | Costa Daurada F.C.                     | C.D. La Cava                |                                        |                               |
| C.B. 2012 Pallaresos             | U.D. España Canonja                    | J.D. Flix                   |                                        |                               |
| C.F. La Riera                    | Falset Esportiu                        | C.D. Ginestar               |                                        |                               |
| E.F. San Pedro San Pablo         | C.D. Hospitalet de l'Infant            | C.F. Jesús Catalònia        |                                        |                               |
| U.D. San Salvador                | U.D.C. Mas Pellicer                    | U.D. Jesús y María "B"      |                                        |                               |
| J.E. Sant Jaume Domenys          | Atlètic Montroig                       | C.F. Masdenverge            |                                        |                               |
| Tarragona F.C.                   | A.E. Pare Manyanet                     | C.F. Atlètics Móra la Nova  |                                        |                               |
| U.D. Torredembarra               | C.F. Reus de Tota la Vida              | C.E. El Perelló             |                                        |                               |
| C.D. Vallmoll                    | C.D. Riudoms                           | C.F. Pinell                 |                                        |                               |
| F.C. Atlètic de Valls            | U.D. Salou                             | C.D. Roquetenc              |                                        |                               |
| C.E. Vendrell                    | C.D.C. Torreforta                      | C.F. Santa Bàrbara          |                                        |                               |

## Campeones
| Temporada | Grupo 1              | Grupo 2                    | Grupo 3         | Grupo 4                      | Grupo 5               | Grupo 6                       | Grupo 7             | Grupo 8                   |
| --------- | -------------------- | -------------------------- | --------------- | ---------------------------- | --------------------- | ----------------------------- | ------------------- | ------------------------- |
| 2018/19   | UD Jesús i Maria     | Cultural Bonavista         | Roda de Barà At | UD Molinos                   | CF Torelló            | UD Tibidabo Torre Romeu       | UD Calaf            | UE Sant Joan Despí        |
| 2017/18   | CF Ampolla           | CD Riudoms                 | CE El Catllar   | AE Young Talent Badalona Sud | FC Joanenc            | CF Athletic Rubí              | CS Juan XXIII       | CF Martorell              |
| 2016/17   | CF La Sénia          | CF Canonja                 | CDC Torreforta  | CE Districte 030             | CF Folgueroles        | UE Sabadellenca               | UD Can Trias        | CF Molins de Rei          |
| 2015/16   | CF Batea             | Cambrils UCF               | CE Vendrell     | FE Grama                     | CE Roda de Ter        | Atlètic Sant Just FC          | CE Berga            | CF Ciudad Cooperativa     |
| 2014/15   | FC Godall            | Racing CF Bonavista        | CF La Riera     | AD La Llàntia                | Vic Riuprimer REFO FC | CFU Can Rull Rómulo Tronchoni | CF Can Parellada    | CF Vallirana              |
| 2013/14   | CF Camarles          | CF Vilaseca B              | UD Tàncat       | Atlètic C. Sant Pol          | CF Caldes de Montbui  | UD Tibidabo Torre Romeu       | CE Sallent          | CF Martorell              |
| 2012/13   | Perello CE           | Canonja CF                 | Llorenç CF      | Cirera UD                    | Roda de Ter CE        | Badia del Valles CD           | Suria CE            | Sant Esteve Sesrovires FC |
| 2011/12   | Ampolla CF           | Esc. San Pedro y San Pablo | Roda de Barà At | Tiana CCE                    | Olimpic la Garriga CF | San Juan At. Montcada UE      | Can Perellada CD    | La Garriga CD             |
| 2010/11   |                      |                            |                 |                              |                       |                               |                     |                           |
| 2009/10   | Jesús i Maria        | Salou                      | Calafell        | U. Badalona Sud              | OAR Vic               | Sabadell Nord                 | Sallent             | Sabadell B                |
| 2008/09   | L'Ampolla            | Icomar                     | UE Valls        | Unificació Llefià            | Olímpic de la Garriga | Can Boada                     | Can Trias           | Cervelló                  |
| 2007/08   | La Sènia             | Canonja                    | Torredembarra   | Pineda de Mar                | Aiguafreda            | San Lorenzo                   | Oló                 | Joventut Prat             |
| 2006/07   | Deltebre             | Alhambra                   | Canonja         | Arenys de Mar                | UE Tona               | Andalucía                     | CF Santpedor        | PB Cinco Rosas            |
| 2005/06   | Horta de Sant Joan   | Alhambra                   | CDC Torreforta  | Santvicentí                  | Sant Feliu Sasserra   | Cerdanyola del Vallès         | Can Trias           | Sant Joan Despí           |
| 2004/05   | Ascó                 | Reddis                     | El Catllar      | Atlètic Vilassanès           | Riuprimer             | Barberà                       | Puig-reig           | Vallirana                 |
| 2003/04   | Remolins Bítem       | Reddis                     | Torredembarra   | Alella                       | Torelló               | La Planada                    | Balconada           | Cinco Rosas               |
| 2002/03   | Sant Jaume d'Enveja  | Bonavista                  | Calafell        | Premià de Dalt               | Bellavista Milan      | Maurina Egara                 | Sant Pau de Manresa | Sant Ildefons             |
| 2001/02   | Aldeana              | Oleàstrum                  | Tancat          | Calella                      | UE Tona               | Ca n'Oriach                   | Avinyó              | Fontsanta                 |
| 2000/01   | Camp Clar            | Salou                      | Cirera          | OAR Vic                      | Fontetes              | Marganell                     | UE Sant Joan Despí  | Molletense                |
| 1999/00   | Reddis               | Gandesa                    | Tiana           | Taradell                     | 25 de Septiembre      | Puig-reig                     | La Florida CF       | Montmeló                  |
| 1998/99   | Bonavista            | Alcanar                    | Alella          | Viladrau                     | Merengues             | Sallent                       | Marianao Poblet     | Guineueta                 |
| 1997/98   | Sant Pere i Sant Pau | Ulldecona                  | Calella         | Vilanova del Vallès          | Castellar del Vallès  | Moià                          | Joventut Prat       | Oviedo                    |
| 1996/97   | Altafulla            | Remolins Bítem             | Zona Sur        | La Garriga                   | Fontetes              | Súria                         | Cooperativa Ases    | Mediterráneo la Mina      |

| Temporada | Grupo 9                       | Grupo 10                | Grupo 11                | Grupo 12               | Grupo 13             | Grupo 14                 | Grupo 15                 | Grupo 16               | Grupo 17            |
| --------- | ----------------------------- | ----------------------- | ----------------------- | ---------------------- | -------------------- | ------------------------ | ------------------------ | ---------------------- | ------------------- |
| 2018/19   | Unificación CF Santa Perpetua | CD Almeda               | Racing Vallbona CF      | CF Cubelles            | CF Sudanell          | CF Angulària d'Anglesola | CF Empuriabrava Castelló | CD Blanes              | CF Amer             |
| 2017/18   | CF Caldes de Montbui          | CCD Turó de la Peira    | Valldoreix FC           | UD San Mauro           | AE Alcoletge         | CF Agramunt EGG          | CF Base Roses            | UE Quart               | Besalú CE           |
| 2016/17   | CF Parets                     | AE Prat B               | Atlético Piferrer       | CF Begues              | CD Mangraners        | CF Tremp                 | UE Marca de l'Ham        | UE Tossa               | UE Porqueres        |
| 2015/16   | CP Sarrià                     | CF Atlètic Prat         | EJ Can Pi               | UD Montserrat Igualada | CF Palau d'Anglesola | FC Alcarràs              | FC Palafrugell           | CE Anglès              | UE Campdevànol      |
| 2014/15   | CF Les Franqueses             | CF Fontsanta-Fatjó      | CF Besós Baron de Viver | CE Òdena               | CD Mangraners        | CF Bellpuig              | AE Cornellà de Terri     | CD Palafolls           | CEF Bosc de Tosca   |
| 2013/14   | CP Sarrià                     | Dinàmic Batlló Esportiu | UB Catalonia            | CE Olivella            | CF UE Balàfia        | CF Angulària d'Anglesola | AE Roses                 | Aro CE                 | UD Cassà            |
| 2012/13   | Lliça d'Avall CF              | Espluguenc FA           | U.D. Catalana           | San Mauro UD           | Ciutat Jardi CF      | Solsona CF               | L'Escala FC              | Sporting-Vidrerenca CE | Besalú CE           |
| 2011/12   | Lliça d'Amunt CD              | Equipo Ja CF            | Carmelo CD              | Sant Pere Molanta CF   | Balaguer CF B        | Miralcamp CF             | Base Roses CF            | Can Gibert UE          | Fornells UE         |
| 2010/11   |                               |                         |                         |                        |                      |                          |                          |                        |                     |
| 2009/10   | Llinars                       | Equipo Ja               | U. Bellvitge            | Cubelles               | Balàfia              | Agramunt                 | La Jonquera              | Quart                  | Besalú              |
| 2008/09   | Sant Celoni                   | At. Poble Sec           | Adrianense              | Suburense              | Tremp                | La Seu d'Urgell          | UE Figueres              | Begur                  | EF Bosc de Tosca    |
| 2007/08   | Barberà                       | La Florida CF           | Bon Pastor              | Ribes                  | Cervià Garrigues     | EF Tàrrega               | Base Roses               | Salt                   | Caldes de Malavella |
| 2006/07   | Vilanova del Vallès           | Gornal                  | Canyelles               | Vilanova B             | Castelldans          | Ribera d'Ondara          | La Jonquera              | Breda                  | EF Gironès-Sàbat    |
| 2005/06   | Molletense                    | Bon Pastor              | Pastrana                | Torrellenc             | Albesa               | Ponts                    | Vilajuïga                | Jafre                  | Porqueres           |
| 2004/05   | Palau de P.                   | Turó Peira              | Sant Joan Bosco         | Sant Maure             | Alpicat              | Balaguer B               | S. Pere Pescador         | Anglès                 | EF Garrotxa         |
| 2003/04   | Unif. Llefià                  | Alzamora                | Levante LP              | Sitges                 | Sunyer               | Tremp                    | Sant Miquel de Fluvià    | Can Gibert             | Abadessenc          |
| 2002/03   | Palau de P.                   | Turó Peira              | La Florida CF           | Suburense              | Gimenells            | Agramunt                 | Jafre                    | Tossa                  | Silenc              |
| 2001/02   | Lliçà d'Amunt                 | Cerro                   | Trinidad                | Vista Alegre           | Alfarràs             | Organyà                  | At. Bisbalenc            | Guíxols B              | Hostalets           |
| 2000/01   | 77 Taxonera                   | PB Anguera              | Ribes                   | Gimenells              | El Poal              | Agullana                 | Aro                      | Camprodon              |                     |
| 1999/00   | Bufalà                        | Casa Oliva              | Sant Pere Molanta       | Térmens                | Castellserà          | L'Estartit               | Marítima P.              | Besalú                 |                     |
| 1998/99   | Júpiter B                     | PB Udaf                 | Piera                   | Borges Blanques        | Sant Martí           | Begur                    | Breda                    | Ripoll                 |                     |
| 1997/98   | Santo Cristo                  | Torre Llobeta           | Sporting Martorell      | Gardeny                | Oliana               | Torroella                | Salt                     | Sant Gregori           |                     |
| 1996/97   | Obreros                       | Conca                   | Ribes                   | Juneda                 | Bellcairenc          | Marca de l'Ham           | Aro                      | Ripoll                 |                     |